# Old Dirt Road
〈Old Dirt Road〉는 존 레논과 해리 닐슨이 1974년 레논의 음반 《Walls and Bridges》에 처음 발표한 곡이다. 닐슨은 나중에 그의 1980년 음반 《Flash Harry》에 그 노래를 녹음했다.

## 가사 & 음악
레논과 닐슨은 레논이 닐슨의 《Pussy Cats》 음반을 프로듀싱하는 동안 〈Old Dirt Road〉를 썼다. 레논은 일부 사업가들에 의해 방해를 받았을 때 첫 번째 구절을 썼고 닐슨에게 "아메리카니즘"를 제공하도록 요청했다. 그리고 나서 닐슨은 계속해서 이 곡의 일부를 썼다.

## 다른 버전
이 곡의 초창기 스케치는 레논의 음반 《Menlove Ave.》에 포함되었다. 그리고 어쿠스틱 기타를 포함한 더 발전된 버전이 《John Lennon Anthology》에 포함되었다. 제시 에드 데이비스의 기타 부분이 직접 들리기 때문에 컨트리 음악은 《Menlove Ave.》 버전에서 더욱 두드러진다.